# Лувесьен
Лувесье́н (фр. Louveciennes) — муниципалитет во Франции, в регионе Иль-де-Франс, департамент Ивелин. Население — 7120 лиц (2012).
Муниципалитет расположен на расстоянии около 18 км к западу от Парижа, в 7 км к северу от Версаля. В двух километрах находится город Марли-ле-Руа.
Код INSEE коммуны 78350.

## История
Поселение известно с IX века: земля принадлежала аббатству Сен-Дени. Расцвет пришёлся на XVII век, когда Людовик XIV перенёс королевский двор в Версаль и построил дворец Марли.

## Население
Население коммуны на 2012 год составляло 7120 человек.
| 1962  | 1968  | 1975  | 1982  | 1990  | 1999  | 2006  | 2008  | 2012  |
| ----- | ----- | ----- | ----- | ----- | ----- | ----- | ----- | ----- |
| 4 226 | 4 475 | 7 488 | 7 338 | 7 446 | 7 111 | 7 234 | 7 260 | 7 120 |

## Экономика
В 2007 году среди 4185 человек в трудоспособном возрасте (15-64 лет) 2986 были активны, 1199 — неактивны (показатель активности 71,4 %, в 1999 году было 66,5 %). Из 2986 активных работало 2798 человек (1519 мужчин и 1279 женщин), безработных было 188 (93 мужчины и 95 женщин). Среди 1199 неактивных 571 лицо были учениками или студентами, 230 — пенсионерами, 398 были неактивны по другим причинам.
В 2008 году в муниципалитете числилось 2806 налогооблагаемых домохозяйств, в которых проживали 7283,5 лица, медиана доходов составляла 35 547 евро на одного человека.

## Достопримечательности
- Лувесьенский акведук, сооружённый в XVII веке, чтобы снабжать Версаль водой из Сены;
- церковь святого Мартина (XIII век);
- усадьба мадам Дюбарри;
- дворец Вуазен (фр. château de Voisins).

|  |  |  |  |

## Лувесьен в истории живописи
Лувесьен вошёл в историю мировой живописи благодаря художникам-импрессионистам, многие из которых жили и работали в этом городе. Так, Камиль Писсарро создал в Лувесьене, в период с 1869 по 1872 год, 84 работы; Альфред Сислей, с 1872 по 1879 год, создал здесь 81 произведение. В Лувесьене также жили и работали Клод Моне, Огюст Ренуар, Арман Гийомен, Берта Моризо, Эдгар Дега. Многие из них запечатлели Лувесьен и его окрестности на своих полотнах.
|  |  |  |  |